# Un avvenimento sul ponte di Owl Creek
Un avvenimento sul ponte di Owl Creek (La Rivière du hibou) è un cortometraggio del 1962 diretto da Robert Enrico tratto dal racconto An Occurrence at Owl Creek Bridge di Ambrose Bierce, pubblicato originariamente nell'antologia Tales of Soldiers and Civilians (1891).
Il titolo italiano si riferisce all'unica versione edita, quella all'interno della serie televisiva Ai confini della realtà (ep. 142).
La pellicola vinse la Palma d'oro al miglior cortometraggio alla 15ª edizione del Festival di Cannes del 1962; successivamente, il cortometraggio venne acquistato dal produttore televisivo William Froug (che cercava di rimanere nel budget previsto per la quinta stagione de Ai confini della realtà) e ridoppiato in inglese. Accorciato di pochi minuti e ampliato con la breve introduzione di Rod Serling, divenne l'ultimo episodio prodotto nella serie (anche se non l'ultimo trasmesso).
Sull'onda della notorietà acquisita negli Stati Uniti grazie alla serie televisiva, si aggiudicò il Premio Oscar 1964 come Miglior Cortometraggio.
In Italia è stato inedito fino al 2007 sia come cortometraggio che come episodio de Ai confini della realtà, uscendo solo in DVD.

## Trama
Alabama, Guerra di Secessione: un cittadino viene condannato a morte tramite impiccagione, sul ponte di Owl Creek. Nell'attimo fatale, la corda si spezza e l'uomo finisce nel fiume, dove riesce a liberarsi dalle funi: inseguito dai soldati che gli sparano da ogni dove, miracolosamente riesce a raggiungere la sua abitazione: ma si tratta soltanto di un'amara illusione.

## Il racconto di Bierce

Ambrose Bierce ritratto da J.H.E. Partington

"Un uomo stava ritto sopra un ponte ferroviario dell'Alabama del Nord, guardando giù verso la corrente veloce venti piedi più sotto. Le sue mani erano dietro la schiena, i polsi legati con una corda. Una fune gli stringeva forte il collo (...)".
Inizia così il racconto di Bierce che sta alla base delle trasposizioni cinematografiche e televisive: spesso il racconto, diviso in 3 parti, è stato indicato (in originale) come An Incident at Owl Creek Bridge.
Nella prima parte si narra di come Peyton Farquhar, in attesa d'impiccagione, sia sospeso a 30 piedi su un ponte, sotto il tiro di militari nordisti e di due ufficiali, un sergente e un capitano che si apprestano a procedere all'esecuzione. L'uomo, nonostante la situazione disperata, immagina di potersi liberare le mani e pensa con insistenza alla moglie, ai figli e alla sua casa. Nella seconda parte viene narrato l'antefatto: Peyton è un agiato agricoltore e un politicante, possidente di schiavi e secessionista convinto. Non ha mai potuto combattere nella guerra di secessione in corso, ma appoggia convinto le cause del suo stato. Una sera, nella sua tenuta arriva un soldato sudista in cerca di un po' di ristoro: mentre la moglie di Peyton prende dell'acqua per il soldato, l'agricoltore chiede notizie dal fronte. Dal soldato apprende che i nordisti si sono appostati in un fortino presso l'Owl Creek, rimettendo a posto il ponte: hanno anche affisso un mandato di impiccagione per chiunque interferisca con le operazioni. Peyton vede l'occasione per partecipare a un'azione di guerra. Nella terza parte l'azione si sposta di nuovo sul ponte, al momento dell'esecuzione: Peyton, stordito e confuso, si risveglia di soprassalto e faticosamente comprende come la fune si sia spezzata e adesso stia ormai inabissandosi nell'acqua del fiume: coraggiosamente, e misteriosamente, riesce a liberarsi e a risalire. Viene visto dai soldati e gli ufficiali ordinano subito il fuoco: riesce a schivare i proiettili e a nuotare fino a riva, lontano dai militari. Il suo corpo reagisce in modo inaspettato, sente i rumori della natura, si ferma sulla sabbia del fiume, ma nei pressi ode un colpo di cannone. Si mette così a scappare nel fitto della foresta, correndo a perdifiato, fino a raggiungere un immenso portone, quello della sua abitazione. Varca la soglia e si lancia verso casa, dove sua moglie gli si fa incontro per abbracciarlo: mentre stanno per congiungersi, Peyton sente un colpo assordante alla nuca e viene investito da una grande luce: è morto, e penzola col collo spezzato sopra il fiume Owl Creek.

## L'episodio ne Ai confini della realtà

Logo della CBS

Come accennato, il cortometraggio venne trasmesso negli Stati Uniti grazie all'intuizione del produttore William Froug che ne acquistò i diritti e lo fece passare come episodio della serie Ai confini della realtà, trasmessa dalla CBS: andò in onda il 28 febbraio 1964 e divenne il 22º episodio della quinta stagione della famosa serie (142º totale), ormai avviata verso la chiusura.
L'acquisizione dei diritti dell'episodio si rese necessaria per i grossi problemi economici in cui versava la produzione: un singolo episodio costava circa 65.000 dollari. 
Per molti anni, grazie alle informazioni nel best seller di Marc Scott Zicree The Twilight Zone Companion, si pensava che Froug avesse acquistato i diritti per 10.000 dollari, a cui si erano in seguito aggiunte le spese minime per il doppiaggio in inglese (sono pochissimi i dialoghi nel film), consentendo così alla produzione di rimanere nel budget, e al tempo stesso presentando un episodio scritto dall'americano Bierce, oltre ad un'opera qualitativamente importante vincitrice del Festival di Cannes. Anche nelle edizioni seguenti del libro (ristampato più volte) si riproponevano le medesime cifre: successivamente, Martin Grams, dopo accurate ricerche, corresse in 20.000 $ le spese per l'acquisto, più 5.000 $ per la riedizione.
Non vi sono distinzioni particolari fra la versione originale francese del 1962 e quella americana del 1964, tranne una breve riduzione di pochi minuti (completata, come detto, dalla consueta apparizione di Rod Serling).

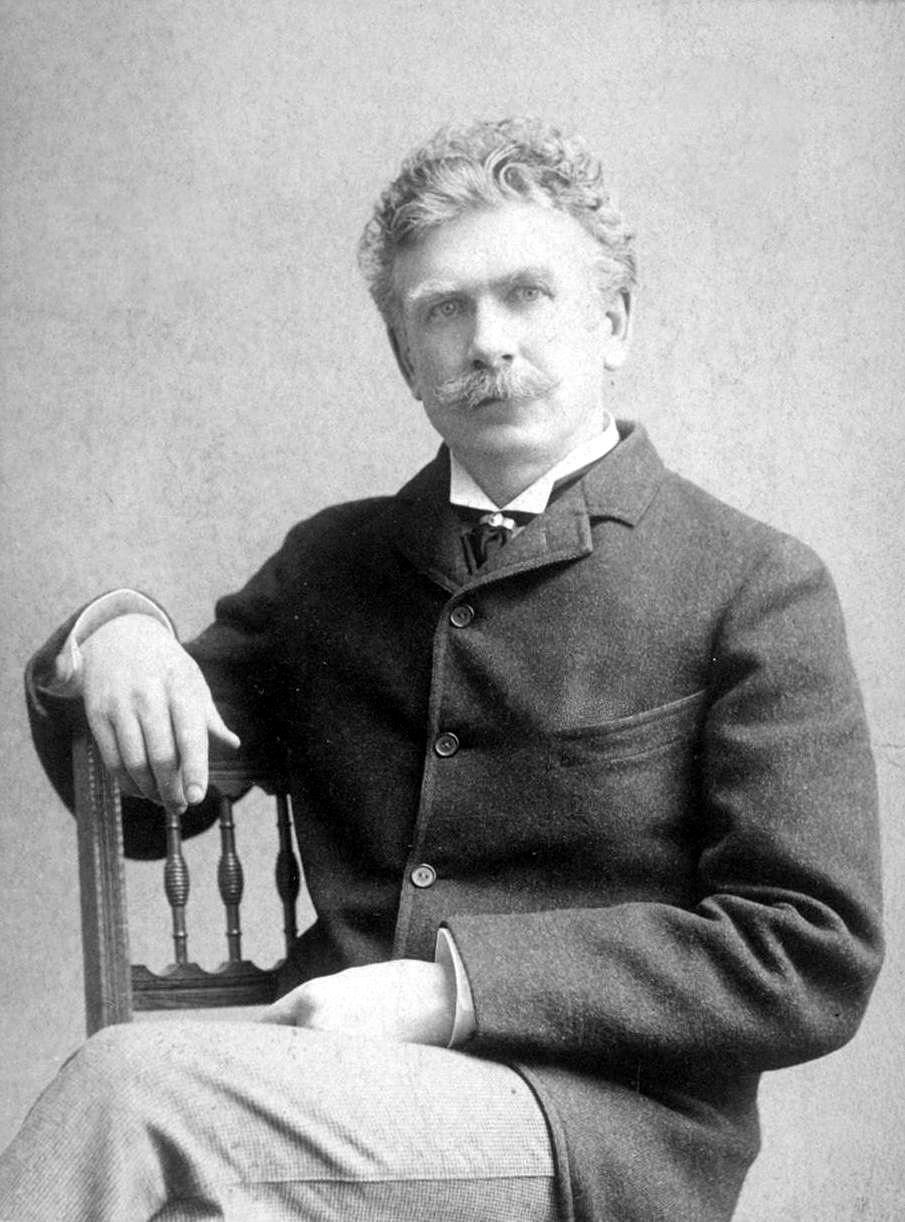
Bierce nel 1892

## Altri film tratti dal racconto e collegamenti ad altri media
Oltre al cortometraggio francese, dal racconto di Bierce ci sono state altre trasposizioni cinematografiche e televisive:
- The bridge (conosciuto anche come The spy), film muto del 1929 di Charles Vidor;
- Fiume amaro, 166º episodio della serie televisiva Alfred Hitchcock presenta (1959), con un'apparizione di James Coburn all'inizio della carriera;
- Un mediometraggio (51 min.) del 2005 di Brian James Egen, col medesimo titolo del racconto;
- Owl Creek Bridge di John Giwa-Amu del 2007.

Ha ispirato, più o meno direttamente, opere come il racconto di Jorge Luis Borges "Il miracolo segreto" (in Finzioni, 1944) ed è stato anche d'ispirazione per film quali Allucinazione perversa (1990), Strade perdute (1997) di David Lynch, Donnie Darko (2001), Stay - Nel labirinto della mente (2005) e per il film d'animazione (2001) Waking Life.
Del racconto ci sono state varie trasposizioni in fumetto: è uno dei racconti pubblicati, su autorizzazione della Warren Publishing Co. di New York, nell'Oscar Mondadori del 24/11/1970 "Zio Tibia Colpisce Ancora", col titolo "Accadde sul Ponte di Owl Creek!", disegno di Bob Jenney e testo di Archie Goodwin, con traduzione dall'inglese di Lydia Lax. In Ken Parker nº 50, agosto 1982 (Storie di soldati) lo sceneggiatore Giancarlo Berardi fa incontrare il protagonista del fumetto con lo scrittore Bierce: davanti al fuoco di un bivacco, lo scrittore narra alcune storie, una delle quali è Accadde al ponte di Owl Creek! " il racconto (pagg. 33-57) è disegnato da Giorgio Trevisan.
Infine, è stato adattato più volte per trasmissioni radiofoniche statunitensi di successo (si ricordi la versione di CBS Radio Mystery Theater mandata in onda il 4 giugno 1974).

## Riconoscimenti
- Palma d'oro al miglior cortometraggio alla 15ª edizione del Festival di Cannes (1962)
- Premio Oscar come Miglior Cortometraggio (1964)
- BAFTA al miglior cortometraggio (1963)